# Jan Kvalheim
Jan Kvalheim (Skien, 5 de febrero de 1963) es un deportista noruego que compitió en voleibol, en la modalidad de playa.
Ganó cinco medallas en el Campeonato Europeo de Vóley Playa entre los años 1993 y 1999. Participó en dos Juegos Olímpicos de Verano, ocupando el séptimo lugar en Atlanta 1996 y el 19.º en Sídney 2000.

## Palmarés internacional
| Campeonato Europeo | Campeonato Europeo         | Campeonato Europeo | Campeonato Europeo |
| Año                | Lugar                      | Medalla            | Pareja             |
| ------------------ | -------------------------- | ------------------ | ------------------ |
| 1993               | Almería (España)           | Medalla de plata   | Bjørn Maaseide     |
| 1994               | Almería (España)           | Medalla de oro     | Bjørn Maaseide     |
| 1997               | Roma (Italia)              | Medalla de plata   | Bjørn Maaseide     |
| 1998               | Rodas (Grecia)             | Medalla de plata   | Bjørn Maaseide     |
| 1999               | Palma de Mallorca (España) | Medalla de bronce  | Bjørn Maaseide     |